# Listrognathus helveticae
Listrognathus helveticae är en stekelart som först beskrevs av Horstmann 1968.  Listrognathus helveticae ingår i släktet Listrognathus och familjen brokparasitsteklar. Inga underarter finns listade i Catalogue of Life.